# Wasco County
Wasco County ist ein County im Bundesstaat Oregon der Vereinigten Staaten. Das U.S. Census Bureau hat bei der Volkszählung 2020 eine Einwohnerzahl von 26.670 ermittelt. Der Sitz der Countyverwaltung (County Seat) befindet sich in The Dalles.

## Geographie
Das County hat eine Fläche von 6204 Quadratkilometern; davon sind 37 Quadratkilometer (0,60 Prozent) Wasserfläche.

## Geschichte
Das County wurde am 11. Januar 1854 gegründet und nach dem Volk der Wasco benannt.
Von 1981 bis 1985 beherbergte Wasco County das Ashram Rajneeshpuram mit mehreren tausend Einwohnern, Anhängern des Bhagwan Shree Rajneesh. 
Im County liegt eine National Historic Landmark, der Historic Columbia River Highway. 32 Bauwerke und Stätten des Countys sind im National Register of Historic Places (NRHP) eingetragen (Stand 18. August 2025).

## Demografische Daten

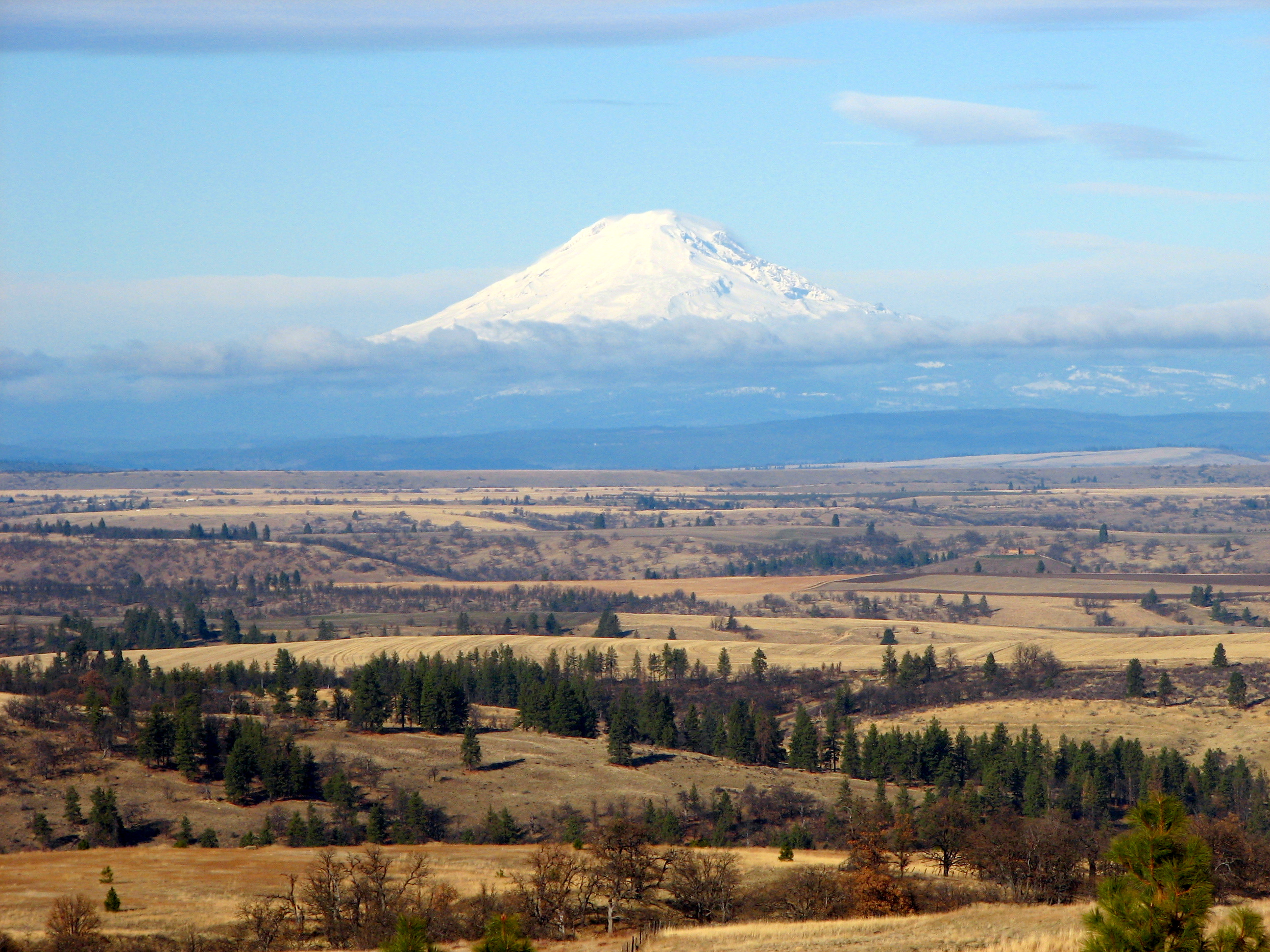
Der Mount Adams

Nach der Volkszählung im Jahr 2000 lebten im County 23.791 Menschen. Es gab 9401 Haushalte und 6505 Familien. Die Bevölkerungsdichte betrug 4 Einwohner pro Quadratkilometer. Ethnisch betrachtet setzte sich die Bevölkerung zusammen aus 86,58 % Weißen, 0,30 % Afroamerikanern, 3,81 % amerikanischen Ureinwohnern, 0,80 % Asiaten, 0,50 % Bewohnern aus dem pazifischen Inselraum und 5,65 % Prozent aus anderen ethnischen Gruppen; 2,36 % stammten von zwei oder mehr ethnischen Gruppen ab. 9,31 % der Bevölkerung waren spanischer oder lateinamerikanischer Abstammung.
Von den 9401 Haushalten hatten 30,20 % Kinder und Jugendliche unter 18 Jahre, die bei ihnen lebten. 54,80 % waren verheiratete, zusammenlebende Paare, 9,90 % waren allein erziehende Mütter. 30,80 % waren keine Familien. 26,10 % waren Singlehaushalte und in 11,50 % lebten Menschen im Alter von 65 Jahren oder darüber. Die Durchschnittshaushaltsgröße betrug 2,47 und die durchschnittliche Familiengröße lag bei 2,96 Personen.
Auf das gesamte County bezogen setzte sich die Bevölkerung zusammen aus 25,40 % Einwohnern unter 18 Jahren, 7,40 % zwischen 18 und 24 Jahren, 25,20 % zwischen 25 und 44 Jahren, 25,40 % zwischen 45 und 64 Jahren und 16,70 % waren 65 Jahre alt oder darüber. Das Durchschnittsalter betrug 40 Jahre. Auf 100 weibliche Personen kamen 97,90 männliche Personen, auf 100 Frauen im Alter ab 18 Jahren kamen statistisch 95,10 Männer.

Das jährliche Durchschnittseinkommen eines Haushalts betrug 35.959 USD, das Durchschnittseinkommen der Familien betrug 42.412 USD. Männer hatten ein Durchschnittseinkommen von 36.051 USD, Frauen 21.575 USD. Das Prokopfeinkommen betrug 17.195 USD. 12,90 % der Bevölkerung und 10,30 % der Familien lebten unterhalb der Armutsgrenze. 17,70 % davon waren unter 18 Jahre und 7,30 % waren 65 Jahre oder älter.